# 佐藤拓也
佐藤拓也（日语：／ Satō Takuya，1984年5月19日—），日本男性聲優兼歌手。經紀公司為賢Production。身高166公分，星座為金牛座，血型為A型。

## 人物
- 一開始成為聲優的契機是因為非常喜歡特攝，原本夢想成為特攝片中的英雄主角，但是因為身高的關係而放棄，之後發現了聲優這項工作，想說用聲音來演出說不定可以。
- 東京媒體學院的聲優聲樂科畢業後，進入賢Production附屬的聲優培養所School Duo（7期生），之後正式從屬於賢Production。
- 出道前期，在動畫領域並不算太活躍。2011年演出了「卡片戰鬥先導者」的櫂俊樹而逐漸受到注目，開始在各個領域參演。在同作品廣播節目『立ち上がれ! 仆らのヴァンガード』中第一次擔任主持。
- 主要出演青少年的聲線。外語吹替角色也很多。
- 2022年1月20日由經紀公司代發聲明感染COVID-19而停工療養。

### 個性
- 本人很容易害羞。
- 家裡養了兩隻貓，但曾在見面會上說自己是狗派。
- 每天都會在個人Twitter上向粉絲發「早安」。
- 會喝酒，酒量酒品都不錯。
- 有健身的習慣。
- JoJo里最喜歡的角色是西撒，所以知道自己得到這個角色時特別開心，還為了西撒去鍛鍊胸肌最後搞到衣服扣子扣不上。

### 人際關係
- 和代永翼是同一所聲優學校前輩與後輩的關係，又同屬一家事務所，因此關係十分好，互相稱呼對方為「つっくん」「拓ちゃん」。
- 和同事務所的代永翼、阿部敦關係特別好。
- 和杉田智和是JoJo親友，曾在Twitter上和對方玩JoJo梗玩的不亦樂乎
- 和羽多野涉關係不錯，兩人有一檔節目「羽多野渉・佐藤拓也のScat Babys Show！！」。
- 興津和幸的巨大迷弟。當佐藤確定接下JoJo二部的西撒這個角色後，雖然被事務所下達要保密的命令但還是很想找人分享這份喜悅，沒想到當天就遇到了飾演JoJo一部喬納森的興津，佐藤便對著他大喊：「興津桑！我是西撒！！」然後邊衝過來抱住了他。但興津當時驚訝的是自己明明沒有告訴任何人他將要飾演喬納森，佐藤卻已經知道這件事了。

## 參與作品

### 電視動畫
※擔任主要角色者角色名以粗體表示
2007年
- 風之聖痕（シード）
- CLANNAD（親衛隊）
- 守護甜心！（オカシン、アナウンス、藝人）
- BLUE DROP 〜天使們的戲曲〜（教師1）

2008年
- 神薙（男學生、惡作劇電話）
- 骷髏13（男）
- 守護甜心！（司会者）
- 守護甜心！！心跳（PA）
- 泰坦尼亞（司令官）
- 鐵腕女警 DECODE（警察官）
- 龍與虎（學生、男學生）
- 隱王（同學、風魔忍）
- 二十面相之娘（ヒデ）
- 幻影少年（不良）
- 夜櫻四重奏（村人）

2009年
- 明日的与一！（男學生B、男學生C、帥哥A）
- 地下城與勇士 〜Slap-up Party〜（劍士A）
- 我家3姊妹（從業員）
- 銀魂（浪士A）
- 黑神 The Animation（マスタールート、帽子男）
- KERORO軍曹（助手）
- 肯普法（男學生B）
- 香格里拉 （部下）
- 守護甜心！！心跳（足球部部員）
- 科學超電磁砲（不良）
- 第一神拳 New Challenger（牧野文人）

2010年
- 最後大魔王（内閣官房）
- 王牌投手 振臂高揮 ～夏季大會篇～（杉田亨、北村謙太郎）
- Heartcatch 光之美少女！（執事）
- 四疊半神話大系（男A、学生B）

2011年
- UN-GO（AD、客人、議員）
- X-MEN（男、ミュータント）
- 卡片戰鬥先導者（櫂俊樹）
- TIGER & BUNNY（場內男性實況）
- 花牌情緣（男學生、網球部部員、係員）
- 電波女與青春男（TV男性A）

2012年
- 足球騎士（男子B）
- 卡片戰鬥先導者 亞洲巡迴賽編（櫂俊樹）
- 罪惡王冠（班員）
- 花牌情緣（柴田先生）
- 謎之彼女X（中島、男子學生、男）
- 神奇寶貝BestWishes（クレイ）
- JoJo的奇妙冒險（西撒‧A‧齊貝林）

2013年
- GUNDAM創戰者（結城達也）
- 卡片戰鬥先導者 連鎖傀儡篇（櫂俊樹）
- 心跳！光之美少女（二階堂）

2014年
- 大家集合！Falcom 學園（賈修）
- HAMATORA ─超能偵探社─（北澤）
- GUNDAM G之復國運動（魯因·李）
- GUNDAM創戰者TRY（川口名人）
- PSYCHO-PASS心靈判官2（喜汰澤旭）
- 我們大家的河合莊（宇佐的妄想帥哥）

2015年
- 聖劍使的禁咒詠唱（基爾桑·羅馬諾比奇·帕夫柳琴科）
- 暗殺教室（近藤一考）
- 排球少年！！第二季（鎌先靖志）

2016年
- NORN9 命運九重奏（遠矢正宗）
- 少女們向荒野進發（不編碼的程式設計師）
- 夢幻之星Online2 The Animation（工藤正廣）
- 甲鐵城的卡巴內里（仁助、シオン）
- D.Gray-man HALLOW（神田優）
- 時空囚徒（黎昕）
- 刀劍亂舞－花丸－（燭台切光忠、江雪左文字）

2017年
- ACCA13區監察課（利利烏姆弟）
- SUPER LOVERS 2（斯波夏生）
- KiraKira☆光之美少女 A La Mode（水嶌光良）
- 阿童木起源（サルカ・ニガッセン）
- 活擊 刀劍亂舞（燭台切光忠）
- 猜謎王（笹島學人）
- 將國戡亂記（易卜拉欣）
- 戰刻夜血（片倉小十郎）
- 妖怪手錶（殭屍‧C）

2018年
- IDOLiSH7 偶像星願（十龍之介[1]）
- 續 刀劍亂舞－花丸－（燭台切光忠、江雪左文字）
- 靈契·黄泉之契 （神龍章軒）
- OVERLORD II（皮奇）
- Butlers～千年百年物語～（羽早川翔）
- 隊長小翼（日向小次郎）
- 千銃士（德萊賽[2]）
- OVERLORD III（李頓伯）
- BAKUMATSU（近藤勇[3]）
- 火之丸相撲（國崎千比路）
- 我讓最想被擁抱的男人給威脅了。（綾木千廣[4]）

2019年
- 實況主的逃脫遊戲【直播中】（鬼崎海國）
- TRY KNIGHTS（朝宮憐皇）
- 入間同學入魔了！（薩伯諾克・薩布洛）

2020年
- IDOLiSH7 偶像星願-Second BEAT!（十龍之介）
- A3！ SEASON SPRING & SUMMER（高遠丞）
- ARGONAVIS from BanG Dream! ANIMATION（摩周慎太郎）
- 憂國的莫里亞蒂（阿爾伯特·詹姆斯·莫里亞蒂）
- 禍つヴァールハイト -ZUERST-（ザイツ）

2021年
- WAVE!!～來衝浪吧!!～（厳名コウスケ）
- 魔卡派對（汪騎士）
- 入間同學入魔了！（第2期）（薩伯諾克・薩布洛）
- IDOLiSH7 偶像星願-Third BEAT!（十龍之介）
- 獻身給魔王伊伏洛基亞吧（牛頭利晃）

2022年
- 魔法使黎明期（暴虐）
- 這個僧侶有夠煩（埃爾文）
- 神渣☆偶像（岬千聖）
- 新網球王子 U-17 世界盃（特里斯坦·巴爾特[5]）
- VAZZROCK THE ANIMATION（天羽玲司）
- 入間同學入魔了！（第3期）（薩伯諾克・薩布洛）

2023年
- 英雄傳說 閃之軌跡 北方戰役（馬奇亞斯·雷格尼茲）
- 海盜戰記 SEASON 2（哈拉爾德）
- 隊長小翼Season2 Jr.青少年篇（日向小次郎[6]）
- 靠著魔法藥水在異世界活下去！（地球的管理者[7]）
- 烈焰先鋒 救國的橘衣消防員（椿拓人[8]）
- 狩龍人拉格納（哈洛姆·修艾拉[9]）

2024年
- 刀劍亂舞 廻 -虛傳 燃燒的本能寺-（江雪左文字、燭台切光忠[10]）
- Re:Monster（哥布朗[11]）
- Unnamed Memory 無名記憶（亞爾斯[12]）
- 新人大叔冒險者，被最強隊伍操到死成無敵（里克·古拉迪亞特爾[13]）
- Delico's Nursery（迪諾·克拉席科[14]）
- BLUE LOCK 藍色監獄 VS. U-20 日本代表隊（仁王和真[15]）

2025年
- FARMAGIA魔農傳記（安薩[16]）
- Unnamed Memory 無名記憶 Act.2（亞爾斯[17]）
- 完美到難以接近的聖女遭到解除婚約後被賣到鄰國（奧斯瓦特·帕納科達[18]）
- Classic★Stars – 古典樂★之星（LOST·韋瓦第[19]）

2026年
- DEAD ACCOUNT 死亡帳號（痣木宵丸[20]）
- 惡役千金受到鄰國王太子溺愛（哈爾特奈茲[21]）

### OVA
2007年
- OVA ToHeart2

2009年
- 異世界的聖機師物語（ダグマイア・メスト）
- 限定少女。（男子B）

2010年
- 機動戰士鋼彈UC（艦内放送）

2011年
- 聖鬥士星矢 THE LOST CANVAS 冥王神話 第2章（ラスク）
- 機動戰士鋼彈UC（操作員）

2018年
- 火星異種 BOREN TO BE GUAREDIAN 戰鬥的理由（漫畫第21卷DVD同捆版)（日向強）
- 無節操☆Bitch社（漫畫第3卷DVD付限定版)（百合絢斗）

2019年
- 千銃士 OVA（德萊賽）

2020年
- 中之人基因組【實況中】（漫畫第10卷DVD同捆版)（鬼崎海國）

2022年
- 憂國的莫里亞蒂 ～百合的追憶～（艾伯特·詹姆斯·莫里亞蒂）

### 動畫電影
2007年
- 劇場版 Yes!光之美少女5 鏡之國的奇蹟大冒險！（主題樂園的遊客B）

2023年
- 劇場版IDOLiSH7-偶像星願- LIVE 4bit BEYOND THE PERiOD（十龍之介[22]）

2025年
- IDOLiSH7-偶像星願- First BEAT! 劇場總集篇 前篇（十龍之介[23]）
- IDOLiSH7-偶像星願- First BEAT! 劇場總集篇 後篇（十龍之介[23]）

### 網路動畫
2013年
- にゃんころり 〜けんぷろ学園〜（（塔克、鯊魚前輩）

2016年
- 哨聲響起 重配版（鳴海貴志）[24]

2017年
- 夢王國與沉睡中的100位王子殿下 短篇動畫（枫）

2018年
- IDOLiSH7 Vibrato（十龍之介）

2019年
- 7SEEDS（源五郎）

2020年
- 腐男子召喚～在異世界被神獸誘惑了～（凪）

2021年
- Mini卡片戰鬥先導者 Large（櫂俊樹、戰鬥隊長）
- 乖乖魔法（紗奈）
- 加油啊同期醬（男性、二次會的參加者）

2023年
- 阿卡貝拉武士～羽守隊拯救江戶！～（大聲的怪物）
- 高達創製元宇宙（梅金·川口）

2025年
- 貓眼（內海俊夫[25]）

### 特攝
2021年
- 機界戰隊全開者（布魯恩/全開布魯恩）
- 假面騎士Saber+機界戰隊全開者 超級英雄戰記（布魯恩/全開布魯恩）

### 戲劇配音
- 少年英雄艾倫史東（Aaron Stone/Charlie Landers）
- 醜女貝蒂3（#5）
- 醜女貝蒂4（Austin）
- Last Chance Harvey
- 很愛很愛妳（男客5）
- Meteor Storm隕石末日2011（Jason Young）
- Unstoppable煞不住
- 花美男拉麵店（車治秀（丁一宇 飾））
- 親密的敵人（Refrain）
- 戰神世紀 （Risondora）
- 攀越冰峰2（Hintaa・Shoutisaa）
- The Haunting in Connecticut康乃狄克鬼屋事件（Jonah）
- 暮光之城：蝕（Embry/Alec）
- WITHOUT A TRACE/FBI 失蹤現場（Mark:#88、Ted:#105）
- 男女生了沒（Rick）
- Even Stevens活寶家族渡假記（Travis）
- 你為我著迷。（イ・スミョン）
- 燦爛的遺產（鮮于煥（李昇基））
- Kick-Ass特攻聯盟（Dave Lizewski/Kick-Ass（Aaron Johnson））
- Survival of the Dead活死人之島（Boli）
- Sonny With a Chance加油！桑妮（Jimmes）
- 白宮風雲5-（Charlie・York、統領私設秘書）
- 霜花店　運命、その愛（スンギ）
- 少林寺傳奇（恵忍）
- 新飛躍比弗利（マーク、マルコ）
- 極速車神（ミシカ・モコフ）
- 飛天好小子（Nick・Barnes（Kelly Blatz））
- 明星的戀人（ヒュンジュン）
- 超自然檔案3（キャル）
- 男孩不壞（ジェシー）
- 麵包王金卓求（金卓求（尹施允））
- 善徳女王（アルチョン）
- 唐頓莊園 〜貴族とメイドと相続人〜（Matthew）
- 決戰末世代（Stirling）
- 帕納大師的魔幻冒險（Anton）
- 鄰家女孩（Eddie）
- Drake & Josh（Sydney ）
- 同伊（英祖）
- 護士當家
- The Twilight Saga: New Moon暮光之城2：新月（Embry/Alec）
- 末日預言（Spencer）
- 料理絕配Pasta（ネモ）
- 非常母親（ジンテ）
- 哈利波特－死神的聖物（ビル・ウィーズリー）
- 神鬼傳奇3 被詛咒皇帝的秘寶※フジテレビ版
- 移動城市光與闇的能力者 （ポップ・ボーイ2）
- 危機邊緣 （マクニール）
- 美人心機 （ピーター）
- 我的女友是九尾狐（車大雄（李昇基 ））
- 希望不滅（クリス）
- 靈異之城 （Dylan）
- 牙仙大帝（Mik・Donnelly）
- 49日（スケジューラー（チョン・イル））

### 遊戲
2008年
- 劍與魔法與學園（フェルパー・男）

2009年
- 弧光幻想曲（ミッキー）
- 風色サーフ（ウーベ）
- 使命召喚：現代戰爭2（西蒙·萊利）

2010年
- 亞迦雷斯特戰記2（ヴァイス）
- 伊蘇vs.空之軌跡 Alternative Saga（ガッシュ）
- 閃電十一人3 挑戰世界！！（不良A）
- ブレイズ・ユニオン（レオン）

2012年
- ジェネレーション オブ カオス 6（クロード）
- 十三支演義 〜偃月三国傳〜（張角、顔良）

2013年
- 英雄傳說 閃之軌跡（馬奇亞斯·雷格尼茲）
- NORN9（遠矢正宗）
- JOJO的奇妙冒險 全明星大亂鬥（西撒·安東尼奧·齊貝林）

2014年
- 英雄傳說 閃之軌跡II（馬奇亞斯·雷格尼茨）
- 熱血異能部活譚 Trigger Kiss（陸奧岩）
- 刺客教條：叛變（謝伊·派屈克·寇馬可）

2015年
- 刀劍亂舞（江雪左文字、燭台切光忠）
- IDOLiSH7（十龍之介）
- 夢王國與沉睡中的100位王子殿下（乾、楓）
- 四葉草圖書館的住民們II（葵）
- 喧譁番長6:魂與血（城之內一郎）
- JOJO的奇妙冒險 天堂之眼（西撒·安東尼奧·齊貝林）
- NORN9 LAST ERA（遠矢正宗）
- 精靈劍客F（阿波洛涅斯）
- 莉莉與魔神的物語（シン·カミヅキ）
- 幻影異聞錄♯FE（阿貝爾）

2016年
- 問答RPG 魔法使與黑貓維茲（拉吉特）
- 少女們向荒野進發（不碼的程式設計師）

2017年
- 100日公主美男宮殿現代樂章（克勞德=布萊克）
- A3!（高遠丞）
- 黑騎士與白魔王（貝武夫）
- 英雄傳說 閃之軌跡III（馬奇亞斯·雷格尼茨）
- 火焰之紋章 英雄（阿貝爾）
- 火焰之紋章 回聲 另一位英雄王（孔拉特）
- 火焰之紋章 無雙（達利歐斯）

2018年
- 真·三國無雙8 (曹休)
- 食之契約（味噌湯、清酒、叫化雞）
- 千銃士（ドライゼ）
- On Air （輝崎千紘）
- 英雄傳說 閃之軌跡IV -THE END OF SAGA-（馬奇亞斯·雷格尼茨）
- 櫻花裁決 斬（土方紀風）

2019年
- 明日方舟（12F、月见夜）
- 火焰之纹章 英雄（孔拉特、阿貝爾）
- Dragalia Lost ～失落的龍絆～（花房）

2021年
- 破曉傳奇（奥尔芬）
- 安琪莉可 Luminarise（舒里）
- NieR Re［in］carnation（機械裝置的士兵）
- WAVE!!～衝浪男孩～（嚴名浩介）
- 最終幻想：勇氣啟示錄 幻影戰爭（阿德拉德）
- 永劫無間（特木爾）
- 心跳回憶 Girl's Side 4th Heart（颯砂希）

2022年
- 刀劍亂舞無雙 (烛台切光忠)
- 夢職人與無法忘懷的黑妖精 (ユミル)
- 死神: Brave Souls (痣城劍八)
- 悠久之樹 (蘭卡)

2023年
- 霧境序列 (商離)
- 歡迎來到夢樂園 (伊斯雷爾)
- 聖鬥士星矢（騰訊） (獅子座·凱撒)

2024年
- 戀與深空 (黎深)
- RIDE KAMENS (阿形松之助 / 假面騎士阿形)
- 被鄰國王子溺愛的反派女主 (哈爾特納茲·拉比斯拉茲里·拉克特蒙特)
- 機動戰士高達 U.C. ENGAGE (西布克·阿諾)
- 魔農傳記 FARMAGIA (安薩)
- 浪人崛起 (伊庭八郎)

時期未定
- break my case (在間樹帆)

## 外部連結
- 事務所介紹（页面存档备份，存于）
- 佐藤拓也Twitter（页面存档备份，存于）
- 佐藤拓也instagram
- おーろらの彼方江(佐藤拓也blog)（页面存档备份，存于）
- 佐藤拓也Weibo （页面存档备份，存于）

| 前任： 水石亞飛夢 （魔進戰隊煌輝者） | 日本超級戰隊系列藍色戰士演員 (聲演) 機界戰隊全開者 2021年3月7日-2022年2月27日 | 繼任： 別府由來 （暴太郎戰隊DON BROTHERS） |